# Tioamida

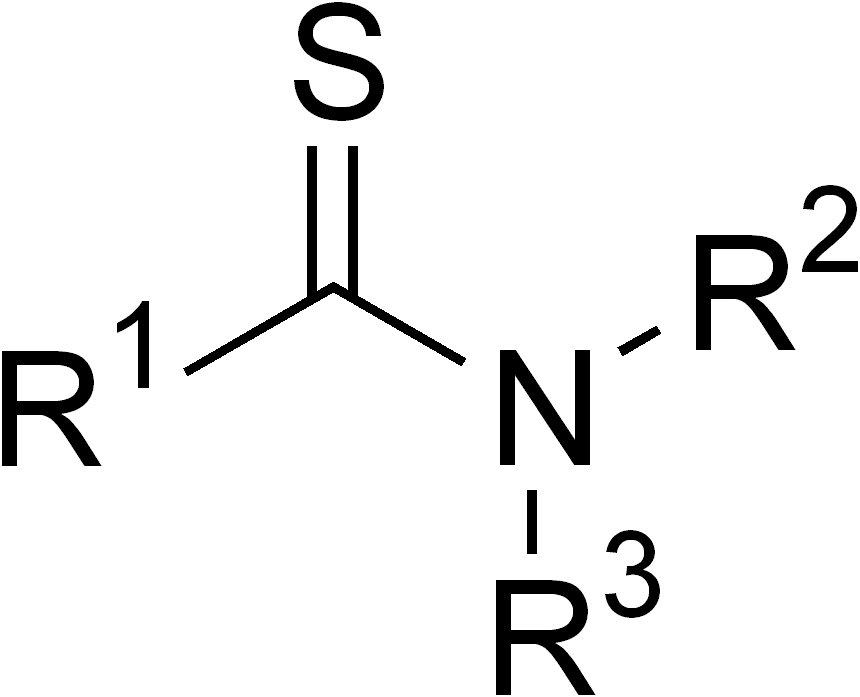
Estructura general de una tioamida.

Tioamida (raramente, tionamida) es un grupo funcional con la estructura general R-CS-NR'R, donde R, R', y R son grupos orgánicos. Son análogos a las amidas, pero exhiben mayor carácter de enlace múltiple en el enlace C-N, resultando en una barrera rotacional mayor. Una de las tioamidas mejor conocidas es la tioacetamida, que es usada como una fuente de aniones sulfuro y es un bloque de construcción en química heterocíclica.

## Preparación y estructura
Las tioamidas son preparadas típicamente tratando amidas con sulfuros de fósforo como el pentasulfuro de fósforo y, en aplicaciones especializadas, reactivo de Lawesson. Una ruta alternativa implica la reacción de nitrilos con sulfuro de hidrógeno. La reacción de Willgerodt-Kindler también produce benciltioamidas.

## Tioamidas en bioquímica y medicina
Las tioamidas son también un tipo de drogas que son usadas para el control de la tirotoxicosis.
Las tioamidas han sido incorporadas en péptidos como isósteros para el enlace amida. Las modificaciones peptídicas son análogas de los péptidos nativos, lo que puede revelar relaciones estructura-actividad. Los análogos de los péptidos también pueden ser usados como drogas con una biodisponibilidad oral mejorada.
Las tioamidas inhiben la enzima yoduro peroxidasa en la tiroides, reduciendo la síntesis de triyodotironina (T3) y tiroxina (T4); bloquea la recaptura de yodotirosinas del coloide. También bloquea la liberación de yodo de la hormona periférica. Los efectos máximos ocurren sólo después de un mes, dado que el agotamiento de la hormona es causada por una síntesis reducida, que es un proceso lento.
Un efecto adverso de las tioamidas es que penetran la barrera placentaria, entonces se recomienda cuidado cuando se usa durante el embarazo. El 10% de los pacientes reportan erupciones en la piel (como máculas y pápulas), urticaria, dermatitis, fiebre y artralgia. El 0,03% de todos los pacientes desarrollan agranulocitosis, un peligroso efecto colateral.
Algunos miembros del grupo de las tioamidas incluyen al metimazol, carbimazol (convertido in vivo a metimazol, y propiltiouracilo.